# Файт, Эмануил
Эмануил (Эмануэль) Файт (чеш. Emanuel Fait; 18 июля 1854, Бероун, Австрийская империя — 20 ноября 1929, Прага, Чехословакия) — австрийский, чешский и чехословацкий писатель

, путешественник, педагог, географ и этнограф. Доктор философии. Профессор географии.

## Биография
Изучал историю, географию, славянские языки, арабский и санскрит на факультете искусств Пражского университета. Преподавал в школе в Литомишле, где его коллегой был Алоис Йирасек. Позже занимался преподавательской и исследовательской деятельностью в Праге. Защитил докторскую диссертацию по философии в Пражском университете. Первоначально публиковал статьи по сравнительному языкознанию и о славянских народных песнях, которые он собирал, позже посвятил себя исключительно географии.
Стоял у истоков современных чешских географических и сельскохозяйственных обществ. Был одним из первых членов Чешского общества географии. Изучал в путешествиях национальный состав местного населения, занимался исследованиями пустынь.
В 1881 году совершил своё первое путешествие на Кавказ. В 1885 году путешествовал по югу Российской империи и на Балканах, побывал в Болгарии, Сербии и Македонии, которые тогда входили в состав Османской империи.
В 1889 году отправился в Азию, в 1890 году путешествовал по Крыму и югу России. В 1891 году отправился в Северную Африку, где пересёк Ливийскую пустыню, плыл по Нилу, достиг Асуана и Вади-Хальфа в Нижней Нубии.
В 1902 году он отправился в опасную поездку в Среднюю Азию, пересёк Чёрное море на Кавказ и добрался до Тифлиса. Во время своего пребывания в Самарканде тщетно пытался найти чешские рукописи, которые могли сберечься после татарского вторжения в Моравию в 1241 году.
В 1922—1924 годах совершил свою последнюю поездку в Югославию.
Автор ряда книг путешествий. Сотрудничал с рядом географических, педагогических и художественных журналов. Писал о молодежных играх, о свадьбах, о рыбалке, об экономике, этнографических вопросах, транспорте и общих географических условиях. Его работы были источником обучения и разносторонней информации.

## Избранные произведения
- «A. Mickiewicz a A. Puškin, nejvĕtší básníc slovanští» (1886)
- «Krym, jeho přírodní krásy a památnosti» (1893)
- «Kavkaz, jeho přirodní krásy, pomĕry národohospodářské, národopis a místopis» (1894)
- «Ruská střední Asie : národopis, poměry národohospodářské, průmysl a obchod» (1901)
- «Čechy. Díl XI, Rakovnicko, Slansko a Středočeské Meziříčí» (1903)
- «Hry mládeže v Makedonii; Do kterých škol neb oborů praktických může vstoupiti žák reálné školy» (1907)